# NORML
National Organization for the Reform of Marijuana Laws (NORML) er en organisation som blev startet i USA i 1970, som arbejder for afkriminalisering af cannabis, deres arbejde har hørt til lovliggørelsen af mindre mænger cannabis i elleve stater og fået indført lavere straffe over hele landet for at have cannabis på sig.
The NORML Foundation, der blev grundlagt i 1997, sponser annoncekampanger til oplysning om cannabis.
NORML arbejder også på internationalt plan og har blandt andet en af deres fire underafdelinger i Norge, NORMAL, som blev stiftet i 1995.